# John Muir Trail

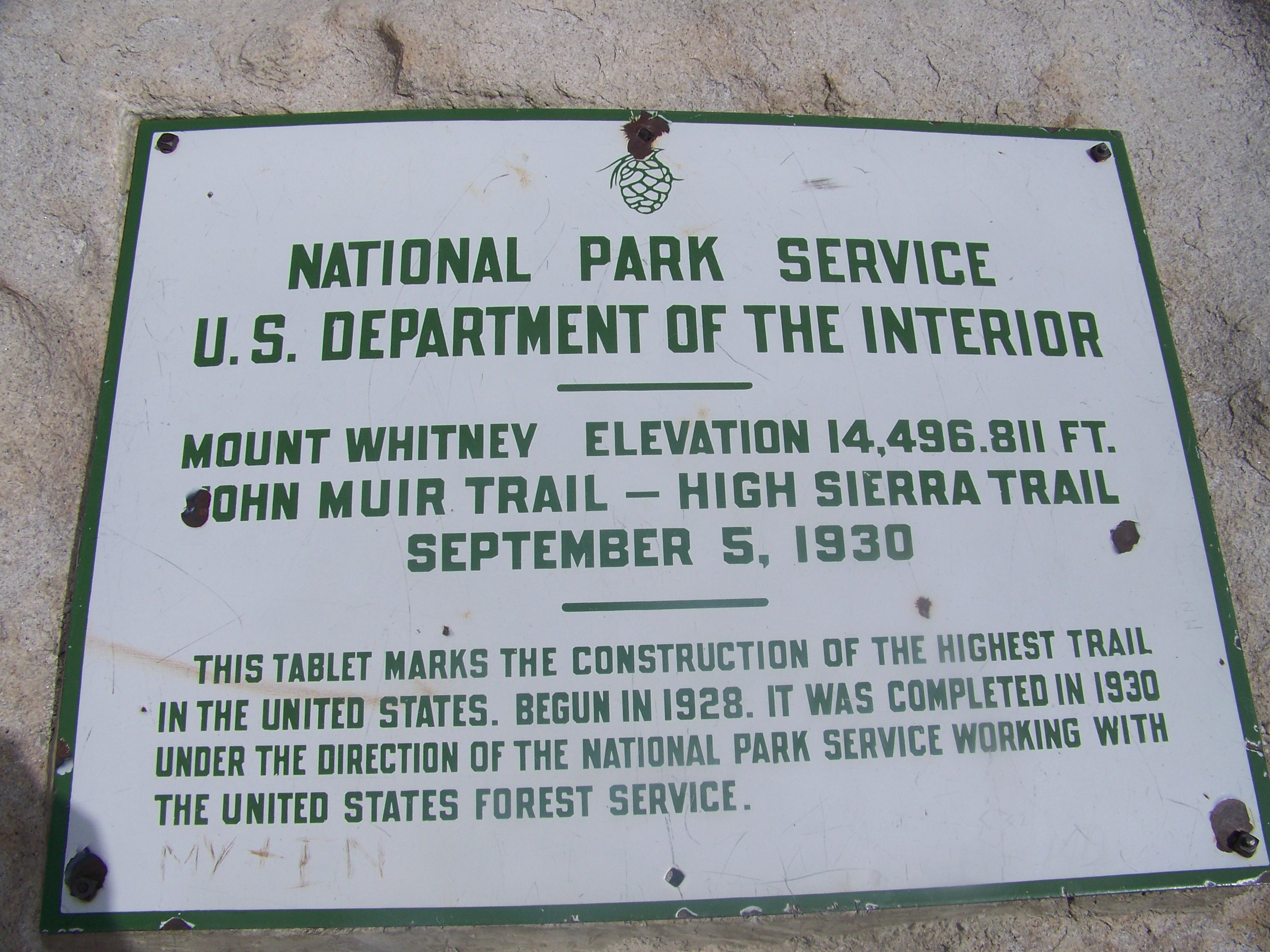
Een plaque op de top van Mount Whitney, ter nagedachtenis van de bouw van de John Muir Trail.

De John Muir Trail (JMT) is een langeafstandswandelpad in het Sierra Nevada-gebergte in de Amerikaanse staat Californië. Het is vernoemd naar de Schots-Amerikaanse natuurvorser en schrijver John Muir, die een cruciale rol speelde in de bescherming van de nationale parken van Californië. Het 338,6 kilometer lange pad doorkruist Yosemite, Kings Canyon en Sequoia National Park. Het merendeel van het pad (zo'n 260 km) valt samen met de Pacific Crest Trail, dat van de Mexicaanse grens naar de Canadese loopt.